# Love Story (電視劇)
《Love Story》（日文原名ラブストーリー）是2001年4月15日～6月24日にTBS系於星期日21:00～21:54（東芝日曜劇場）播放的日劇。第一回和最終回延長播放時間至22:24。全部11回。平均收視率20.8%。

## 故事大綱
於2001年由TBS電視台播映、日本劇作家北川悦吏子撰寫的電視劇。讲述了陷入低潮中、已有兩年沒有新作品的戀愛小說家永瀬康（豐川悦司飾演）與他的責任編輯須藤美咲（中山美穂飾演）為中心、與香取慎吾、優香、加藤晴彦、畑野浩子等人交流結合而成的故事。

## 演员
- 須藤美咲 (30) - 中山美穂
- 永瀬康 (37) - 豐川悅司
- 鍋友恭二 (24) - 香取慎吾
- 小林香乃 (19) - 優香

- 池谷貢 - 加藤晴彥
- 倉田ユミ - 畑野浩子
- 永瀬ケンジ - 小谷欣矢
- 蓼科久美子 (27) - 戶田菜穗

- 柏原修三 - 小野武彥
- 永瀬ヨシ (80) - 三崎千惠子
- 村上 - 坂口憲二

## 工作人員
- 編劇：北川悅吏子
- 音樂：日向大介
- 導演：生野慈朗、土井裕泰、今井夏木
- 製作：植田博樹

## 主題歌
- SPITZ『遥か』

## 播放日・副標題・收視率
|                                                 | 播放日        | 副標題         | 收視率 |                |
| ----------------------------------------------- | ------------- | -------------- | ------ | -------------- |
| 第1話                                           | 2001年4月15日 | 無法飛的鳥     | 24.3%  | 第一回80分鐘sp |
| 第2話                                           | 2001年4月22日 | 不受歡迎的二人 | 21.2%  |                |
| 第3話                                           | 2001年4月29日 | 你的戀愛       | 18.9%  |                |
| 第4話                                           | 2001年5月6日  | 意想不到的發展 | 21.5%  |                |
| 第5話                                           | 2001年5月13日 | 好想接近你     | 21.2%  |                |
| 第6話                                           | 2001年5月20日 | 意外的吻       | 20.2%  |                |
| 第7話                                           | 2001年5月27日 | 最後的約會     | 20.1%  |                |
| 第8話                                           | 2001年6月3日  | 能夠再會嗎     | 19.8%  |                |
| 第9話                                           | 2001年6月10日 | 真正的心意     | 19.9%  |                |
| 第10話                                          | 2001年6月17日 | 離別           | 19.8%  |                |
| 第11話                                          | 2001年6月24日 | 最重要的東西   | 22.1%  | 最後一回81分sp |
| 平均收視率20.8%（Video Research調查・關東地區） |               |                |        |                |

## 外部連結
- 官方網站 （页面存档备份，存于）